# Alfredo France
José Alfredo Segundo France (* 29. Oktober 1895 in Concepción; † 17. März 1938 in Santiago de Chile) war ein chilenischer Fußballspieler. Der Stürmer absolvierte zehn Länderspiele für Chile und erzielte dabei zwei Tore. 

## Vereinskarriere
Alfredo France begann das Fußballspielen bei Estrella del Mar in Talcahuano, wo er gemeinsam mit seinem Bruder Daniel spielte. Nach sechs Jahren bei dem Verein ging der Stürmer zum Stadtrivalen Gold Cross. France spielte zudem in der Stadtauswahl von Talcahuano.

## Nationalmannschaft
Alfredo France debütierte bei der ersten Südamerikameisterschaft, dem Campeonato Sudamericano 1916, in Argentinien. Chile holte einen Punkt aus den drei Partien, bei denen er bei der 1:6-Niederlage gegen Uruguay und beim 1:1-Unentschieden gegen Brasilien spielte. Bei den Südamerikameisterschaften 1919 in Brasilien und 1920 im eigenen Land absolvierte France jeweils alle drei Turnierspiele für La Roja. 1919 landete Chile auf dem letzten Platz ohne Punkt und mit einem geschossenen Tor. Dieses erzielte France bei der 1:4-Niederlage gegen Argentinien. Dies war sein zweiter Länderspieltreffer nach dem Tor im Freundschaftsspiel im Juli 1916 gegen Uruguay. Er war damit der erste Spieler Chiles, dem mehr als ein Länderspieltor gelang. Bis 1926 war er Rekordtorschütze Chiles.
Beim Campeonato 1920 lief France bei der 1:2-Niederlage gegen Uruguay das letzte Mal für Chile auf. Chile wurde mit einem Punkt aus drei Spielen erneut Letzter. Insgesamt absolvierte der Offensivspieler zehn offizielle Partien für Chile, in denen er zwei Tore erzielte, sowie eine inoffizielle Partie gegen den Verband aus dem argentinischen Partido La Plata.

## Erfolge
Estrella del Mar
- División de Honor (Talcahuano): 1914, 1915, 1916, 1917, 1918, 1919

Gold Cross
- División de Honor (Talcahuano): 1921, 1922